# 2014년 일본 프로 야구 신인 선수 선택 회의
2014년 일본 프로 야구 신인 선수 선택 회의는 2014년 10월 24일에 그랜드 프린스 호텔 신 다나카와에서 개최된 제50회 프로 야구 드래프트 회의이다. 올해는 다이쇼 제약이 특별 협찬사이며, 공식 명칭은 회사의 간판 상품인 영양 음료의 제품 이름을 딴 "2014 프로 야구 드래프트 회의 supported by 리포비탄 D"가 되었다.

## 개요
2008년 이후 드래프트 회의에서 고등학생 뿐 아니라 대학생 및 사회인을 동시에 지명하는 시스템을 채용하고 있다.
2014년에도 전년도와 마찬가지로 다이쇼 제약이 특별 협찬사이며, 공식 명칭은 회사의 주력 상품인 리포비탄 D를 따서 "2014 프로 야구 드래프트 회의 supported by 리포비탄 D"가 되었다.
1순위 지명에서 중복 지명이 된 선수만 추첨에 의한 교섭권 획득 구단을 결정하고 2순위 이후의 웨버 지명은 센트럴 리그와 퍼시픽 리그 양 리그의 2014시즌 최하위 구단부터 지명, 3순위에는 반대로 최고 구단부터 지명하는 식으로 진행된다. 또한 드래프트 회의 웨버 우선권은 당해 프로 야구 올스타전의 결과로 확정하는 것으로 되어 있으나, 2014년에는 2경기에서 양측이 1승 1패로 동률이었기 때문에 득실 차에 따라 센트럴 리그가 우선권을 가지는 것으로 결정되었다.

## 1순위 중복 지명
|              | 선수 이름         | 위치 | 지명 구단                    |
| ------------ | ----------------- | ---- | ---------------------------- |
| 중복 첫 번째 | 아리하라 고헤이   | 투수 | DeNA, 히로시마, 닛폰햄, 한신 |
| 중복 첫 번째 | 안라쿠 도모히로   | 투수 | 야쿠르트, 라쿠텐             |
| 중복 두 번째 | 야마사키 야스아키 | 투수 | DeNA, 한신                   |

- 굵게 표시된 구단은 교섭권 획득 구단. 구단 이름은 제비뽑기 순이었다.

## 지명 목록
육성 선수 입단에 굵게 표시된 선수는 이후 지배 하에 선수 등록이 된 선수.

### 센트럴 리그

#### 요미우리 자이언츠
| 순위              | 선수 이름         | 위치   | 소속                   | 결과 |
| ----------------- | ----------------- | ------ | ---------------------- | ---- |
| 1위               | 오카모토 가즈마   | 내야수 | 지벤가쿠엔 고교        |      |
| 2위               | 도네 치아키       | 투수   | 니혼 대학              |      |
| 3위               | 다카기 하야토     | 투수   | 미쓰비시 중공업 나고야 |      |
| 4위               | 다나카 다이키     | 투수   | 고쿠가쿠인 대학        |      |
| 육성선수 드래프트 |                   |        |                        |      |
| 순위              | 선수 이름         | 위치   | 소속                   | 결과 |
| 1위               | 시노하라 신페이   | 투수   | 가가와 올리브가이너즈  |      |
| 2위               | 가와이 다쿠야     | 내야수 | 오비린 대학 졸업       |      |
| 3위               | 다나카 다카야     | 포수   | 야마나시가쿠인 대학    |      |
| 4위               | 다카하시 신노스케 | 투수   | 기사라즈종합 고교 졸업 |      |

#### 한신 타이거스
| 순위 | 선수 이름       | 위치   | 소속              | 결과 |
| ---- | --------------- | ------ | ----------------- | ---- |
| 1위  | 요코야마 유야   | 투수   | 신일철주금 가시마 |      |
| 2위  | 이시자키 쓰요시 | 투수   | 신일철주금 가시마 |      |
| 3위  | 에고시 다이가   | 외야수 | 고마자와 대학     |      |
| 4위  | 모리야 고키     | 투수   | Honda 스즈카      |      |
| 5위  | 우에다 카이     | 내야수 | 오미 고교         |      |

#### 히로시마 도요 카프
| 순위 | 선수 이름       | 위치   | 소속                      | 결과 |
| ---- | --------------- | ------ | ------------------------- | ---- |
| 1위  | 노마 다카요시   | 외야수 | 추부가쿠인 대학           |      |
| 2위  | 야부타 가즈키   | 투수   | 아시아 대학               |      |
| 3위  | 호리에 아츠야   | 투수   | 다카마쓰북 고교           |      |
| 4위  | 후지이 고야     | 투수   | 오카야마산요 고교         |      |
| 5위  | 구와하라 다쓰키 | 내야수 | 도코하가쿠엔기쿠가와 고교 |      |
| 6위  | 이이다 데쓰야   | 투수   | JR동일본                  |      |
| 7위  | 다다 다이스케   | 포수   | 나루토우즈시오 고교       |      |

#### 주니치 드래곤스
| 순위              | 선수 이름       | 위치   | 소속                                  | 결과 |
| ----------------- | --------------- | ------ | ------------------------------------- | ---- |
| 1위               | 노무라 료스케   | 투수   | 미쓰비시 히타치 파워시스템즈 요코하마 |      |
| 2위               | 하마다 도모히로 | 투수   | 규슈 산업대학                         |      |
| 3위               | 도모나가 쇼타   | 투수   | 일본통운                              |      |
| 4위               | 이시카와 슌     | 내야수 | JX-ENEOS                              |      |
| 5위               | 가토 다쿠마     | 포수   | 아오야마가쿠인 대학                   |      |
| 6위               | 이료 마사타카   | 외야수 | JX-ENEOS                              |      |
| 7위               | 엔도 잇세이     | 내야수 | 도쿄 가스                             |      |
| 8위               | 야마모토 마사시 | 투수   | 도쿠시마 인디고삭스                   |      |
| 9위               | 가네코 다케시   | 투수   | 오사카 산업대학                       |      |
| 육성선수 드래프트 |                 |        |                                       |      |
| 순위              | 선수 이름       | 위치   | 소속                                  | 결과 |
| 1위               | 사토 유이치     | 투수   | 도카이대학부속사가미 고교             |      |
| 2위               | 이시가키 고다이 | 투수   | 이나베소고가쿠엔 고교                 |      |
| 3위               | 후지요시 마사루 | 포수   | 슈가쿠칸 고교                         |      |
| 4위               | 곤도 히로키     | 외야수 | 메이조 대학                           |      |

#### 요코하마 DeNA 베이스타스
| 순위              | 선수 이름         | 위치   | 소속                                  | 결과 |
| ----------------- | ----------------- | ------ | ------------------------------------- | ---- |
| 1위               | 야마사키 야스아키 | 투수   | 아시아 대학                           |      |
| 2위               | 이시다 겐타       | 투수   | 호세이 대학                           |      |
| 3위               | 구라모토 도시히코 | 내야수 | 일본신약                              |      |
| 4위               | 후쿠치 모토하루   | 투수   | 미쓰비시 히타치 파워시스템즈 요코하마 |      |
| 5위               | 야마시타 고키     | 내야수 | 고쿠가쿠인 대학                       |      |
| 6위               | 모모세 히로키     | 내야수 | 마쓰모토 다이이치 고교                |      |
| 7위               | 이이즈카 사토시   | 투수   | 니혼분리 고교                         |      |
| 육성선수 드래프트 |                   |        |                                       |      |
| 순위              | 선수 이름         | 위치   | 소속                                  | 결과 |
| 1위               | 가메이 도이       | 포수   | 닛세이 고교                           |      |

#### 도쿄 야쿠르트 스왈로스
| 순위 | 선수 이름       | 위치   | 소속                             | 결과 |
| ---- | --------------- | ------ | -------------------------------- | ---- |
| 1위  | 다케시타 신고   | 투수   | 야마하                           |      |
| 2위  | 가자하리 렌     | 투수   | 도쿄 농업대학 홋카이도 오호츠크  |      |
| 3위  | 야마카와 고지   | 포수   | 후쿠오카 공업대학 부속 조토 고교 |      |
| 4위  | 데라다 데쓰야   | 투수   | 가가와 올리브가이너즈            |      |
| 5위  | 나카모토 유사쿠 | 투수   | 하쿠와 빅토리즈                  |      |
| 6위  | 도히 히로아키   | 투수   | Honda 스즈카                     |      |
| 7위  | 하라 이즈미     | 외야수 | 다이이치 공업 대학               |      |

### 퍼시픽 리그

#### 후쿠오카 소프트뱅크 호크스
| 순위              | 선수 이름         | 위치   | 소속                   | 결과 |
| ----------------- | ----------------- | ------ | ---------------------- | ---- |
| 1위               | 마쓰모토 유키     | 투수   | 모리오카 대학 부속고교 |      |
| 2위               | 구리하라 료야     | 포수   | 하루에 공업고교        |      |
| 3위               | 후루사와 쇼고     | 내야수 | 규슈 국제대학 부속고교 |      |
| 4위               | 가사야 슌스케     | 투수   | 오이타 상업고교        |      |
| 5위               | 시마부쿠로 요스케 | 투수   | 주오 대학              |      |
| 육성선수 드래프트 |                   |        |                        |      |
| 순위              | 선수 이름         | 위치   | 소속                   | 결과 |
| 1위               | 고야마 가즈히로   | 외야수 | 도야마 다이이치 고교   |      |
| 2위               | 사이토 세이야     | 투수   | 이와타히가시 고교      |      |
| 3위               | 야마시타 아몬     | 투수   | 고마쓰오타니 고교      |      |
| 4위               | 호리우치 다몬     | 투수   | 야마무라 국제고교      |      |
| 5위               | 가키노키 에이지   | 투수   | 야나가와 고교          |      |
| 6위               | 가네코 쇼타       | 외야수 | 오마마 고교            |      |
| 7위               | 가와노 다이키     | 내야수 | 노모 베이스볼클럽      |      |
| 8위               | 나카무라 게이고   | 투수   | 도야마 선더버즈        |      |